# Demokratična stranka dela
Demokratična stranka dela (kratica DSD) je bila politična stranka v Sloveniji, ki je bila ustanovljena kot Demokratična stranka dela in solidarnosti (kratica DSDS) 31. julija 2010 v Trebnjem. Ustanovitelj stranke je bil Franc Žnidaršič, ki je 22. julija istega leta izstopil iz DeSUSa.

## Zgodovina
Že ob ustanovitvi je po navedbah ustanovitelja imela stranka že okoli 100 podpornikov, bivših članov DeSUSa. Objavljeno je bilo, da bo stranka nastopila že na jesenskih lokalnih volitvah.
V februarju 2011 je bila stranka preimenovana v Demokratično stranko dela (DSD).
Stranka je napovedala, da bo nastopila na državnozborskih volitvah leta 2011, pri čemer bi kandidirali, poleg predsednika Žnidaršiča, predvsem nove ljudi: »Odločili smo se, da bomo ponudili nove obraze, predvsem take iz neposredne proizvodnje, ki so delali, čakajo na delo ali so morali preživeti z minimumom. Verjamemo, da bodo ti bolj odgovorno odločali, kaj je za ljudi dobro, kot tisti, ki niso nikoli živeli na robu.«